# Начальний трактат з хімії
Начальний трактат з хімії (фр. Traité Elémentaire de Chimie) — це книга «батька хімії» Антуана Лорана де Лавуазьє. Перше видання було датоване 1789 році, Париж. Визнаний першим текстом сучасної хімії, Лавуазьє занотовує найважливіші відкриття, які тільки були відомі часу на момент написання твору. Серед відкриттів були вказані:
- Його визначення «елемент» належать до чистих речовин, тим, які не можуть бути розкладені на простіші.
- Під критерієм «елемент» він розглядав 33 речовини, включаючи тепло та світло.
- Його закон збереження матерії, який свідчить, що матерія й енергія не створюються і знищуються, лише перетворюються.
- Він запровадив свій метод хімічної номенклатури.[1]
- Він описав теорію утворення певних сполук з урахуванням елементів.
- Він пояснює хімію як наукову дисципліну, яка ґрунтується на експериментах та наукових дослідженнях.
- Пропонує гравіметричний метод аналізу для вивчення та інтерпретації хімічних реакцій.
- Детальні описи методик та обладнання, використаних ним для проведення експериментів.
- Серед інших.

Завдяки вищевказаній праці хімія набула нової аналітичної та методичної мови, яка допомогла полегшити завдання інших хіміків, досягти кращої комунікації між ними, а також встановити фіксовані основи для розуміння хімії.